# Твистор
Твистор — точка в 4-мерном комплексном твисторном векторном пространстве, являющемся нелокальным комплексным твисторным отображением 4-мерного пространства-времени Минковского. 
Введение понятия вызвано необходимостью усложнения математической модели для описания квантовомеханических событий в пространстве-времени. Так, для описания поглощения фотона недостаточно указать координаты точки поглощения в четырёхмерном пространстве, необходимо указать также его энергию и поляризацию. Для описания состояния электрона необходимо добавить к его координатам направление спина. 
Теория твисторов использует тот факт, что значение поляризации или спина в точке пространства-времени — это луч в двумерном комплексном пространстве, или точка на сфере Римана {\displaystyle CP^{1}}. Эта сфера Римана является математическим образом абсолютного небосвода наблюдателя в специальной теории относительности. Таким образом, основной идеей теории твисторов является объединение математического аппарата специальной теории относительности (4-мерное пространство Минковского) и квантовой механики (комплексные числа).

## Проективный твистор
Теория твисторов рассматривает в качестве фундаментальных объектов не точки пространства-времени, а лучи света. Рассмотрим световой луч Z в пространстве-времени Минковского и точку R, через которую он проходит. Световой луч в пространстве-времени Минковского при твисторном отображении отображается в точку Z проективного твисторного пространства PT, а точка R в пространстве-времени Минковского M при твисторном отображении отображается в сферу Римана R в проективном твисторном пространстве PT. Таким образом, точка Z в PT соответствует геометрическому месту Z (световому лучу) в пространстве М, а точка R в М соответствует геометрическому месту R (сфере Римана) в пространстве PT. Точки проективного твисторного пространства PT называются проективными твисторами.

## Твисторное отображение
Точки пространства-времени представляются четырьмя вещественными числами, а координаты в проективном твисторном пространстве могут быть представлены отношениями четырёх комплексных чисел. Если световой луч с координатами {\displaystyle (Z_{0},Z_{1},Z_{2},Z_{3})} в твисторном пространстве проходит через точку (t, x, y, z) в пространстве-времени, то справедливо твисторное отображение
{\displaystyle {Z_{0} \choose Z_{1}}={\frac {i}{\sqrt {2}}}{\begin{pmatrix}t+z&x+iy\\x-iy&t-z\end{pmatrix}}{Z_{2} \choose Z_{3}}.}

## Классификация твисторов
Твистор Z с координатами {\displaystyle (Z_{0},Z_{1},Z_{2},Z_{3})} называется положительным (соответственно отрицательным, изотропным), если величина {\displaystyle Z_{0}^{2}+Z_{1}^{2}-Z_{2}^{2}-Z_{3}^{2}} положительна (соответственно отрицательна, равна нулю). Множества положительных (соответственно отрицательных, изотропных) твисторов обозначаются через Т+ (соотв. Т-, N), а их проективные аналоги — через PТ+ (соотв. PТ-, PN).

## Применения теории твисторов
Теория твисторов применяется при решении уравнений Максвелла, Янга — Миллса и Эйнштейна.